# Bandon, Irland
Bandon (iriska: Droichead na Bandan) är en ort i grevskapet Cork på Irland. Orten är belägen vid floden Bandon mellan två kullar, cirka 25 kilometer sydväst om Cork. Bandon kallas ibland för The Gateway to West Cork. Samhället härstammar från tidiga 1600-talet. Tätorten (settlement) Bandon hade 6 957 invånare vid folkräkningen 2016.
Det iriska namnet, Droichead na Bandan, har betydelsen Bandons bro.